# Hell Boxing Kings
A Hell Boxing Kings (stilizálva HELL Boxing Kings) a Hell Energy cégcsoport által szervezett nemzetközi bokszversenye, amely 2024. november 10-én indult. A műsorban celebek és civilek is szerepelnek. Céljuk, hogy megnyerjék a műsor 100 000 dolláros fődíját.

## Története
2024 áprilisában Mádi Tamás, a HELL Energy Promotion ügyvezetőjével és Popovics Adrienn, a HELL marketingigazgatójával a MediaFuture-nek bejelentette, hogy a Sztárbox mellett egy újabb, nemzetközi bokszversenyt rendeznek, amelyet idén ősszel az RTL fogja élőben közvetíteni. 2024. május 7-én bejelentette, hogy Molnár Áron nem indul a versenyen, mivel nem tudtak megállapodni a szervezőkkel, ezért Istenes Bence fogja helyettesiteni. 2024. június 4-én bejelentették, hogy a nemzetközi bokszverseny műsorvezetője Árpa Attila és a TV2-től átigazolt Gelencsér Tímea lesz. 2024. október 21-én bejelentették a premieridőpontját és a párosokat. 2024. október 28-án bejelentették, hogy Árpa Attila nem tudja vezetni a műsort, ezért Szujó Zoltán lesz a műsorvezető. A műsor 2024. november 10-én indult az RTL-en. 
2024. december 22-én az 1. évad fináléjában bejelentették, hogy 2025-ben folytatódik a műsor.
A második évad 2025. augusztus 23-án kezdődik.

## Évadok
| Évad | Évad | Részek száma | Sugárzás            | Sugárzás           | Győztesek                                                                                         | Második helyezettek                                                                               | Harmadik helyezettek | Negyedik helyezettek | Eredeti adó |
| Évad | Évad | Részek száma | Évadbemutató        | Évadzáró           | Győztesek                                                                                         | Második helyezettek                                                                               | Harmadik helyezettek | Negyedik helyezettek | Eredeti adó |
| ---- | ---- | ------------ | ------------------- | ------------------ | ------------------------------------------------------------------------------------------------- | ------------------------------------------------------------------------------------------------- | --- | --- | ----------- |
|      | 1.   | 7            | 2024. november 10.  | 2024. december 22. | Búza Rafael Bogdan Juratoni Tayfur Aliyev Kiss Levente Immanuel Adenubi Berki Mazsi Istenes Bence | Petr Novák Mester Soma Kovács Kruzító Lukáš Labaško Brasch Bence Denisa Valova Stratimir Georgiev | Juraj Bóna Zlatka Dimitrova Kamran Shakhsuvarly Filip Car Csiki Róbert Bernáth István Samuel Miškov Fran Hodak Jan Svěcený Bozhidar Dzhurov Oláh Levente Ela Jerković Gémes Levente George Manikas | Pamairi Afentaki Matija Lazarević Seyidagha Naghiyev Džemal Bošnjak Száraz Gergő Emanuel Nican Sámuel Jeseter Khagani Salimov Fatima Ahmadova Luboš Šorm Rasim Chobanli Katona Tibor Vladan Babic Madalin Serban Nicolaos Kattis Ruslan Aslanov Una Kablar Alexandru Macingo Daniel Asenovval Marian Onuta Nermin Rapcik Peter Weiss Samuel Roman Filip Dukic Adrian Zurkov Tsaousidis Techaris Veljko Gligoric Giulia Anghelescu |             |
|      | 2.   | 5            | 2025. augusztus 23. | 2025. december 20. |                                                                                                   |                                                                                                   | | |             |

## Műsorvezetők
Műsorvezető
     Szakmai felügyelők
     Ringbemondó
| Név                | Évadok       | Évadok       |
| Név                | 1.           | 2.           |
| Műsorvezetők       | Műsorvezetők | Műsorvezetők |
| ------------------ | ------------ | ------------ |
| Szujó Zoltán       |              |              |
| Gelencsér Tímea    |              |              |
| Szakmai felügyelők |              |              |
| Kovács István      |              |              |
| Bertók Róbert      |              |              |
| Ringbemondó        |              |              |
| Léka Péter         |              |              |

## Mérkőzések
A találkozó nyertese kiemelve.

### 1. évad

#### Negyeddőntők
| november 10.     | november 10.       | november 17.       | november 17.    | november 24.        | november 24.      | december 1.      | december 1.         |
| ---------------- | ------------------ | ------------------ | --------------- | ------------------- | ----------------- | ---------------- | ------------------- |
| Pamairi Afentaki | Zlatka Dimitrova   | Stratimir Georgiev | Khagani Salimov | Nicolaos Kattis     | Mester Soma       | Fran Hodak       | Peter Weiss         |
| Samuel Miškov    | Matija Lazarević   | Fatima Ahmadova    | Ela Jerković    | Ruslan Aslanov      | Filip Car         | Bozhidar Dzhurov | Samuel Roman        |
| Petr Novák       | Seyidagha Naghiyev | Juraj Bóna         | Luboš Šorm      | Denisa Valová       | Una Kablar        | Filip Dukic      | Jan Svěcený         |
| Lukáš Labaško    | Džemal Bošnjak     | Rasim Chobanli     | Bogdan Juratoni | Kamran Shakhsuvarly | Alexandru Macingo | Adrian Zurkov    | Immanuel Adenubi    |
| Száraz Gergő     | Tayfur Aliyev      | Csiki Róbert       | Katona Tibor    | Kovács Kruzító      | Daniel Asenovval  | Gémes Levente    | Tsaousidis Techaris |
| Kiss Levente     | Emanuel Mican      | Vladan Babic       | Bernáth István  | Búza Rafael         | Marian Onuta      | Oláh Levente     | Veljko Gligoric     |
| Brasch Bence     | Samuel Jeseter     | George Manikas     | Madalin Serban  | Istenes Bence       | Nermin Rapkic     | Berki Mazsi      | Giulia Anghelescu   |

#### Elődöntők
| december 8.         | december 8.      | december 15.     | december 15.       |
| ------------------- | ---------------- | ---------------- | ------------------ |
| Petr Novák          | Juraj Bóna       | Lukáš Labaško    | Fran Hodak         |
| Zlatka Dimitrova    | Denisa Valová    | Jan Svěcený      | Stratimir Georgiev |
| Kamran Shakhsuvarly | Bogdan Juratoni  | Bozhidar Dzhurov | Búza Rafael        |
| Filip Car           | Immanuel Adenubi | Kovács Kruzító   | Oláh Levente       |
| Tayfur Aliyev       | Csiki Róbert     | Ela Jerković     | Berki Mazsi        |
| Kiss Levente        | Bernáth István   | Mester Soma      | Gémes Levente      |
| Istenes Bence       | Samuel Miškov    | George Manikas   | Brasch Bence       |

#### Döntő
| december 22.     | december 22.       |
| ---------------- | ------------------ |
| Petr Novák       | Búza Rafael        |
| Denisa Valová    | Berki Mazsi        |
| Bogdan Juratoni  | Mester Soma        |
| Immanuel Adenubi | Brasch Bence       |
| Tayfur Aliyev    | Kovács Kruzító     |
| Kiss Levente     | Lukáš Labaško      |
| Istenes Bence    | Stratimir Georgiev |

#### Gálamérkőzések
| november 17.   | november 17.  | december 22.   | december 22.  |
| -------------- | ------------- | -------------- | ------------- |
| Bárdosi Sándor | Boráros Gábor | Kunkli Tivadar | Boráros Gábor |

### 2. évad

#### Gálák
| augusztus 23. | augusztus 23. | szeptember 13. | szeptember 13. | október 11. | október 11. | november 15. | november 15. | december 20. | december 20. |
| ------------- | ------------- | -------------- | -------------- | ----------- | ----------- | ------------ | ------------ | ------------ | ------------ |
|               |               |                |                |             |             |              |              |              |              |

#### Gálamérkőzések
| ? | ? |
| - | - |
|   |   |

## Nézettség
Jelmagyarázat
     – A HELL Boxing Kings legmagasabb nézettsége
     – A HELL Boxing Kings legalacsonyabb nézettsége
| Adás          | Sugárzás             | Idősáv         | RTL                  | RTL                  | RTL                  | RTL                 | RTL                 | RTL                 | Forrás  |
| Adás          | Sugárzás             | Idősáv         | Teljes lakosság (4+) | Teljes lakosság (4+) | Teljes lakosság (4+) | Célközönség (18–59) | Célközönség (18–59) | Célközönség (18–59) | Forrás  |
| Adás          | Sugárzás             | Idősáv         | AMR                  | Arány (SHR%)         | Heti helyezés        | AMR                 | Arány (SHR%)        | Heti helyezés       | Forrás  |
| 1. évad       | 1. évad              | 1. évad        | 1. évad              | 1. évad              | 1. évad              | 1. évad             | 1. évad             | 1. évad             | 1. évad |
| ------------- | -------------------- | -------------- | -------------------- | -------------------- | -------------------- | ------------------- | ------------------- | ------------------- | ------- |
| Első adás     | 2024. november 10.   | vasárnap 21:05 | 241 558              | 9,1                  | 20.                  | 137 249             | 9,4                 | 14.                 | [ 8 ]   |
| Második adás  | 2024. november 17.   | vasárnap 21:05 | 338 377              | 12,2                 | 15.                  | 211 200             | 13,5                | 13.                 | [ 9 ]   |
| Harmadik adás | 2024. november 24.   | vasárnap 21:05 | 288 661              | 10,5                 | 19.                  | 159 356             | 10,6                | 16.                 | [ 10 ]  |
| Negyedik adás | 2024. december 1.    | vasárnap 21:05 | 238 427              | 8,9                  | 27.                  | 131 653             | 9,2                 | 17.                 | [ 11 ]  |
| Ötödik adás   | 2024. december 8.    | vasárnap 21:05 | 283 920              | 9,4                  | 20.                  | 167 078             | 10,2                | 15.                 | [ 12 ]  |
| Hatodik adás  | 2024. december 15.   | vasárnap 21:05 | 349 358              | 13,1                 | 16.                  | 185 844             | 10,8                | 14.                 | [ 13 ]  |
| Hetedik adás  | 2024. december 22.   | vasárnap 21:05 | 418 271              | 13,1                 | 9.                   | 245 952             | 14,0                | 5.                  | [ 14 ]  |
| 2. évad       |                      |                |                      |                      |                      |                     |                     |                     |         |
| Első adás     | 2025. augusztus 23.  |                |                      |                      |                      |                     |                     |                     |         |
| Második adás  | 2025. szeptember 13. |                |                      |                      |                      |                     |                     |                     |         |
| Harmadik adás | 2025. október 11.    |                |                      |                      |                      |                     |                     |                     |         |
| Negyedik adás | 2025. november 15.   |                |                      |                      |                      |                     |                     |                     |         |
| Ötödik adás   | 2025. december 20.   |                |                      |                      |                      |                     |                     |                     |         |